# Witold Lutosławski
Witold Roman Lutosławski (n. 25 ianuarie 1913, Varșovia, Polonia Congresului – d. 7 februarie 1994, Varșovia, Polonia) a fost un compozitor și dirijor orchestral polonez. El a fost unul dintre cei mai mari compozitori europeni ai secolului al XX-lea, și unul dintre cei mai proeminenți muzicieni polonezi al ultimelor trei decenii. El a câștigat numeroase premii internaționale. Compozițiile sale includ patru simfonii, un concert pentru orchestra, un cvartet de coarde, lucrări instrumentale și concerte.
În tinerețea sa, Lutoslawski a studiat pianul și compozițiile în Varșovia. Primele sale opere au fost influențate de muzica folk poloneză. El a început să-și dezvolte propriile sale caracteristici ale tehnicilor de compoziție la sfârșitul anilor 1950. Muzica lui din această perioadă continuă propriile sale metode de a construi armonii, pornind de la grupuri mici de intervale muzicale. Se folosește, de asemenea, aleatorica, în care coordonarea ritmică a părților ține de un element de noroc.

## Biografie
În timpul celui de-al Doilea Război Mondial, după ce a scăpat de captura germană, Lutoslawski și-a câștigat traiul din pian în barurile din Varșovia. După război, autoritățile stalinist i-au interzis simfonia pentru că era "formalist". Se pare că acesta era accesibilă doar unei elite. Lutoslawski a crezut că acest anti-formalism a fost un pas înapoi nejustificat, și el s-a străduit să-și mențină integritatea artistică. În anii 1980, Lutoslawski a oferit suport artistic al mișcării de Solidaritate. Aproape de sfârșitul vieții sale, a fost decorat cu Ordinul Vulturului Alb, cea mai mare onoare din Polonia.

## Recunoaștere internațională
Second Symphony, Livre pour orchestre și Cello Concerto care au urmat, s-au format într-o perioadă deosebit de traumatică din viața lui Lutoslawski. Mama sa a murit în 1967, iar perioada 1967-1970 a văzut o mare neliniște în Polonia. Acest lucru a apărut în primul rând din suprimarea producției de teatru Strămoși, care a declanșat o vară de proteste, mai târziu, în 1968, din cauza trupelor poloneze care suprimau reformele liberale în Primăvara de la Praga din Cehoslovacia și greva din Șantierul naval Gdańsk din 1970, care a dus la reprimarea violentă de către autorități, tensiuni politice și sociale semnificative cauzate în Polonia. Lutoslawski nu a susținut regimul sovietic, iar aceste evenimente au fost postulate ca motive pentru creșterea în efecte antagoniste în opera sa, în special Cello Concerto din 1968–70 pentru Rostropovich și Royal Philharmonic Society. Într-adevăr, opoziția lui Rostropovich pentru regimul sovietic în Rusia a (el la scurt timp după aceea declarat sprijinul pentru disidentului Aleksandr Soljenițîn). Lutoslawski însuși nu a ține o vedere că influențele uscate a avut un efect direct asupra muzicii sale, deși el a recunoscut că acestea interferează cu lumea lui de creație este un anumit grad. În orice caz, Concertul pentru violoncel  a fost un mare succes, câștigând atât Lutoslawski și distincții Rostropovich. La premiera operei cu Rostropovich Bournemouth Symphony Orchestra, Artur Bliss prezentate cu medalia de aur Societății Filarmonice Regale.